# Lithocarpus kunstleri
Lithocarpus kunstleri är en bokväxtart som först beskrevs av George King och Joseph Dalton Hooker, och fick sitt nu gällande namn av Aimée Antoinette Camus. Lithocarpus kunstleri ingår i släktet Lithocarpus och familjen bokväxter. Inga underarter finns listade.